# 熊野久須毘命
熊野久須毘命（クマノクスビノミコト）為《古事記》裡的記述，《日本書紀》則記作熊野櫲樟日命，祂是日本神話裡的天照大神和素戔嗚尊舉行誓約儀式所產生的五位神祇之一，別名為熊野忍踏命、熊野忍隅命、熊野忍蹈命、熊野大角命等。

## 概要

### 日本書紀之記載
依照《日本書紀》卷第一神代上之記述，天照大神以素戔嗚尊之十握劍生出宗像三女神後，素戔嗚尊取掛在天照大神身上的八尺瓊勾玉，用天真名井之水洗滌後放入口中咀嚼，吹氣陸續生出：正哉吾勝勝速日天忍穗耳尊、天穗日命、天津彥根命、活津彥根命、熊野櫲樟日命等五男神。

### 古事記之記載
據《古事記》上卷之紀錄，天照大神以建速須佐之男命之十拳劍生出宗像三女神後，速須佐之男命取天照大神所纏左髻之八尺瓊勾玉玉串，滌勾玉於天之真名井而於口碎之，吹氣生出男神正勝吾勝勝速日天之忍穗耳命、右髻之勾玉則生出天之菩卑能命、脖子之勾玉生成天津日子根命、左手之勾玉變成活津日子根命、右手之勾玉生成熊野久須毘命。

## 解說
神名中的「久須毘（クスビ）」音同，作「神秘的神靈」解；「熊野」則跟島根縣松江市的熊野大社、紀伊的熊野三山有關。目前熊野大社的主祭神為「加夫呂伎熊野大神櫛御氣野命」，雖然該社宣稱這是素戔嗚尊的別名，但有人卻認為這應該是熊野久須毘命才對。

## 信仰
祭祀熊野久須毘命的神社主要有：
- 六所神社（奈良縣山邊郡山添村）
- 熊野神社（神奈川縣茅崎市小和田）
- 久麻神社（兵庫縣豐岡市）
- 十八神社（京都府宇治市）

## 外部連結
- （日語）熊野神社（茅ケ崎市小和田） （页面存档备份，存于）